# Pararaneus spectator
Pararaneus spectator är en spindelart som först beskrevs av Karsch 1885.  Pararaneus spectator ingår i släktet Pararaneus och familjen hjulspindlar. Inga underarter finns listade i Catalogue of Life.